# Gaga (рослина)
Gaga — рід папоротей родини птерисових (Pteridaceae). Запропонований у 2012 році. Виокремлений з роду Cheilanthes.

## Назва
Рід названо на честь американської співачки Леді Гага. За словами авторів таксона, папороті мають чітку послідовність «G – A – G – A» (гуанін, аденін, гуанін, аденін) у своїй ДНК. Крім того, у 2010 році на 52-й щорічній церемонії нагородження «Греммі» співачка виступала з піснею «Poker Face» у костюмі від Армані Пріве у формі серця зеленого кольору з величезними наплічниками, який схожий на статеву стадію розмноження папоротей - гаметофіт.

## Поширення
Рід поширений в Центральній та Південній Америці від Аризони та Техасу до південної Болівії. Найбільше різноманіття сягає в Мексиці, де трапляється 17 з 19 видів, з них 6 є ендемічними.

## Роди
До роду відносять 19 видів:
- Gaga angustifolia (Kunth)
- Gaga apiacea (Mickel)
- Gaga arizonica (Maxon)
- Gaga chaerophylla (M.Martens & Galeotti)
- Gaga complanata (A.R.Sm.)
- Gaga cuneata (Link)
- Gaga decomposita (M.Martens & Galeotti)
- Gaga decurrens (Mickel)
- Gaga germanotta Fay W.Li & Windham
- Gaga harrisii (Maxon)
- Gaga hintoniorum (Mendenh. & G.L.Nesom)
- Gaga hirsuta (Link)
- Gaga kaulfussii (Kunze)
- Gaga marginata (Kunth)
- Gaga membranacea (Davenp.)
- Gaga monstraparva Fay W.Li & Windham
- Gaga pellaeopsis (Mickel)
- Gaga purpusii (T.Reeves)